# Hofje

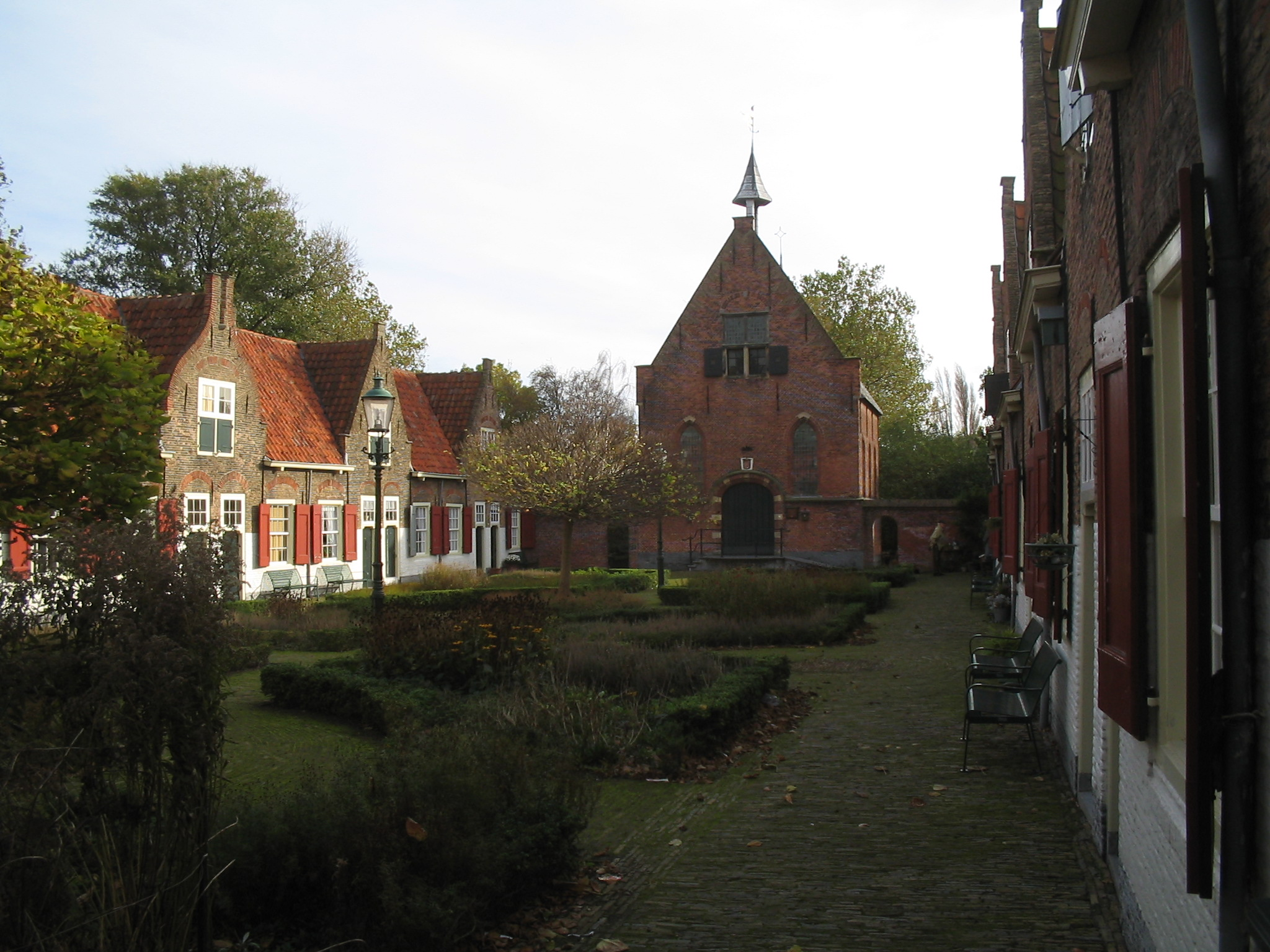
Un hofje a Naaldwijk

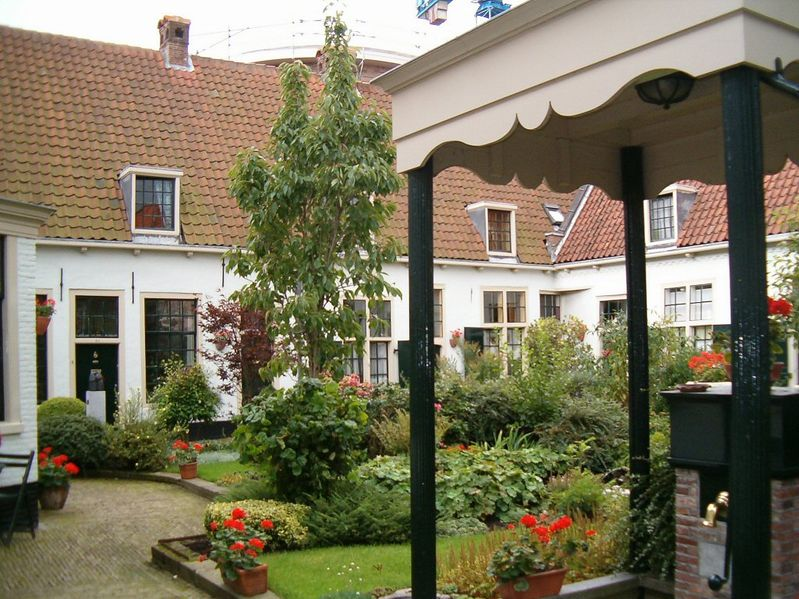
Giardino dello Hofje van Bakenes, a Haarlem

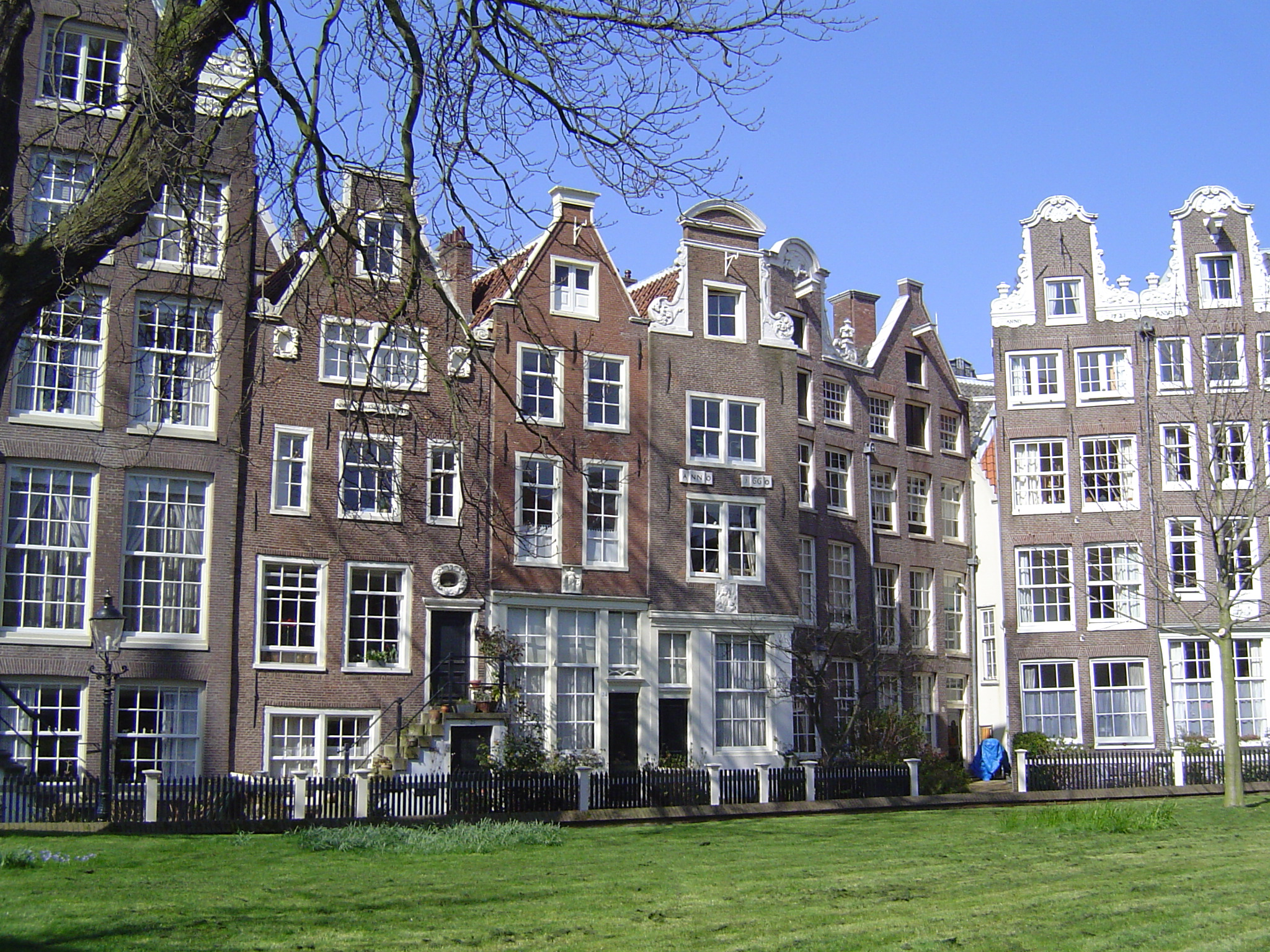
Il Begijnhof ad Amsterdam

Gli hofjes (sing: hofje, diminutivo di hof, "corte"; spesso tradotto in italiano come "ospizi") costituiscono una particolare tipologia abitativa dell'architettura tradizionale dei Paesi Bassi: si tratta di complessi abitativi raccolti attorno ad un cortile o giardino, che furono realizzati per lo più tra il XV e il XVIII secolo con l'aiuto della Chiesa  e successivamente anche con il sostegno economico delle persone più facoltose per ospitare i meno abbienti, gli anziani o gli ammalati.
In gran parte degli hofjes è permesso l'accesso ai turisti, che però devono rispettare il silenzio, oltre che la privacy di chi vi abita.

## Storia
Alle origini degli hofjes vi sono gli alloggi che venivano utilizzati dalla Chiesa cattolica per ospitare gli anziani, soprattutto se donne.
Con la Riforma protestante, fu deciso che parte delle ricchezze accumulate con i commerci dovessere essere utilizzate per realizzare delle istituzioni caritatevoli.
Il concetto all'epoca era quello che la povertà costituiva una sorta di "vergogna", per cui bisognava nascondersi al mondo.
Grazie all'aiuto, come detto, dei ricchi olandesi furono così realizzati gli hofjes, che adempivano a tutte queste funzioni.
I ricchi provvedevano inoltre a fornire gratuitamente agli ospiti degli hofjes cibo, oltre alla torba per l'accensione del focolare.

## Elenco di hofjes (lista parziale)

### Amsterdam
- Sint Andrieshofje (1616)[4]
- Begijnhof[4][5]
- Bosschehofje (1648)[4]
- Claes Claeszhofje (1616)[4][6]
- Huyszitten Weduwenhof (1650)[4]
- Suykerhoff hofje (1667)[4]
- Venetiaehofje (1670)[4]

### Groninga
- Heilige Geestgasthuis o Pelstergasthuis[7]
- Sint Gertruidshofje o Pepergasthuis (in un'ex-locanda del 1405)[7][8]

### Haarlem
- Hofje van Bakenes[9]
- Brouwershofje (1472)[3]
- Hofje van Loo (1489)[3]
- Proveniershofje (1592)[3]
- Teylers Hofje (1787)[10][11]

### Leerdam
- Hofje van Mevrouw Van Aerden[12]

### Naaldwijk
- Heilige Geesthofje[13]

### Utrecht
- Bruntenhof[14]